# Dřevěná zvonice (Prałkowce)
Dřevěná zvonice stojí v blízkosti zděného kostela, dřívější cerkve, v Prałkowcích v Polsku v Podkarpatském vojvodství. Zvonice se nachází na Stezce dřevěné architektury Podkarpatského vojvodství.

## Historie
Zvonice byla postavena na konci 16. století vedle řeckokatolické cerkve, která v roce 1840 vyhořela. V roce 1967 byla zvonice rekonstruována.

## Popis
Zvonice je dřevěná stavba postavena na půdorysu čtverce (3,45×3,45 m). Štenýřová konstrukce s mírně sešikmenými stěnami je posazena na dřevěném základovém rámu, který je položen na betonové podezdívce. Stavba je ukončena přesazeným zvonovým patrem s otevřenou sloupovou galerií. Stanová střecha má čtyřbokou cibulovou báň ukončenou kovaným železným křížem. Celková výška je přibližně devět metrů. Ve zvonici je zavěšen jeden zvon. Stěny zvonice a střecha jsou pokryty šindelem. Základy jsou chráněny malou stříškou.